# Турбина Парсонса

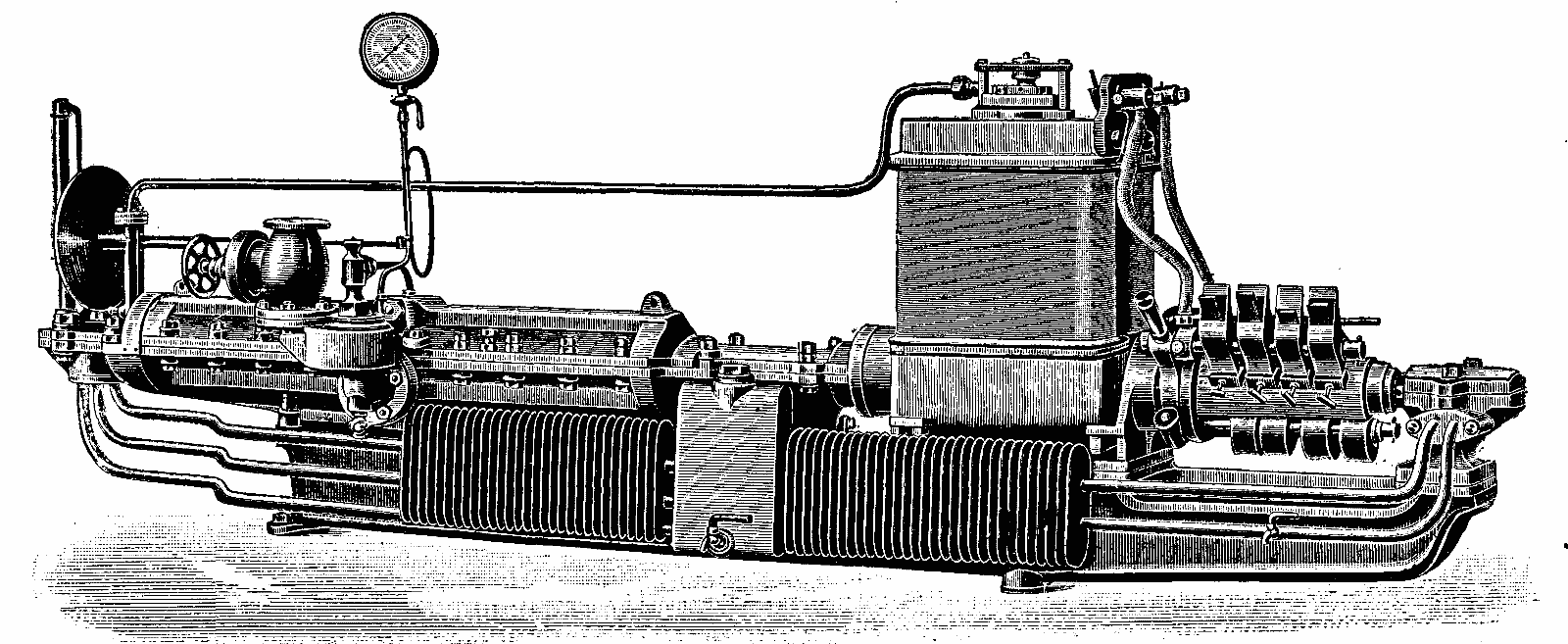
Турбина Парсонса

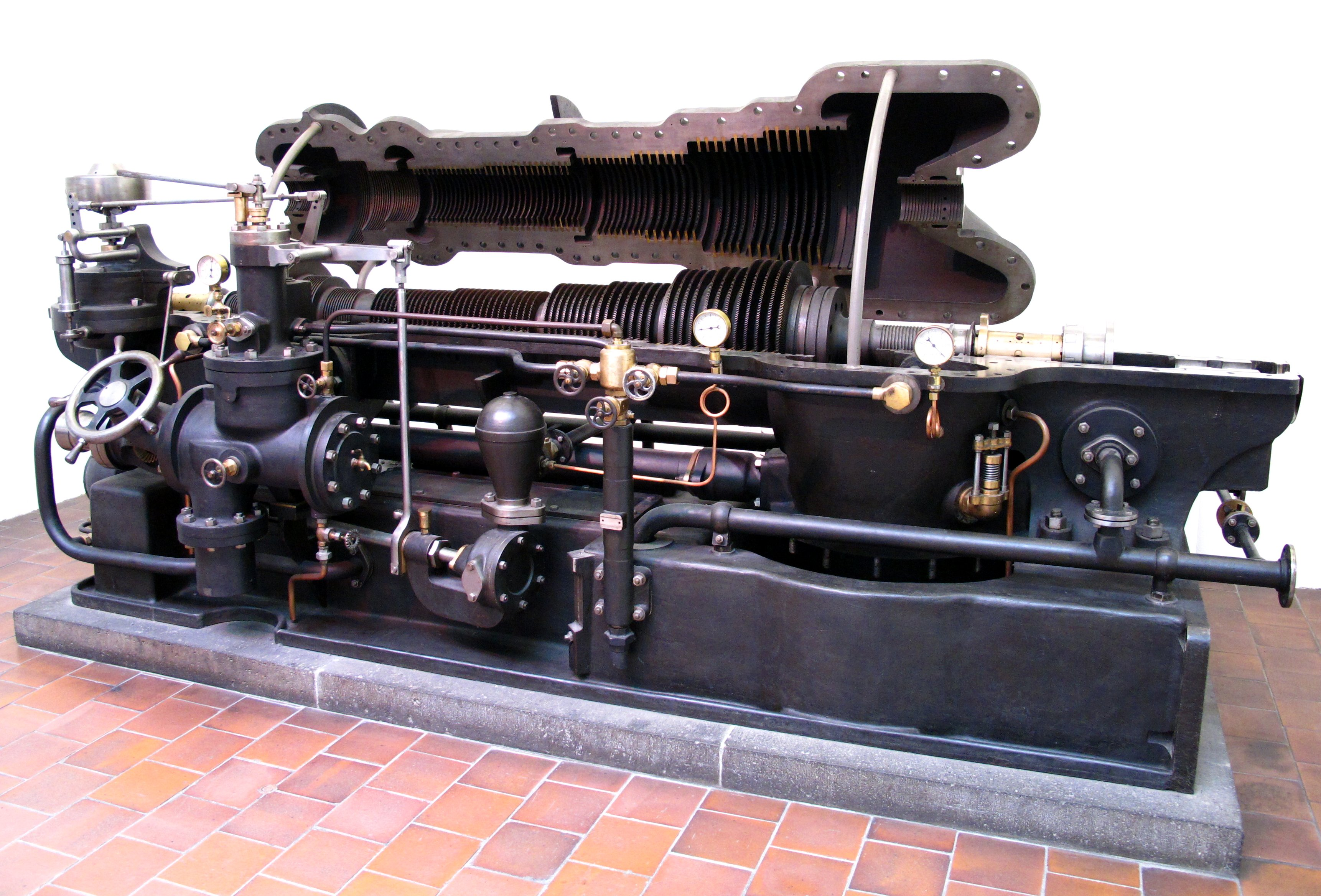
Внутреннее устройство

Турбина Парсонса — многоступенчатая реактивная паровая турбина конструкции английского инженера Чарлза Алджернона Парсонса.
В турбине конструкции Парсонса пар расширятся постепенно по мере прохождения через 15 ступеней, каждая из которых представляла собой пару венцов лопаток: один — неподвижный (с направляющими лопатками, закрепленными на корпусе турбины), другой — подвижный (с рабочими лопатками на диске, насаженном на вращающийся вал). Лопатки неподвижных и подвижных венцов ориентированы в противоположных направлениях. Такая оригинальная конструкция позволила уменьшить скорость струи пара, что снижает режущее действия пара на металл на высоких скоростях, и в то же время увеличить использование энергии пара, по сравнению с другими паровыми двигателями своего времени.